# Bucklin (Kansas)
Pour les articles homonymes, voir Bucklin.
La ville américaine de Bucklin est située dans le comté de Ford, dans l’État du Kansas. Lors du recensement de 2010, sa population s’élevait à 794 habitants.